# Diocesi di Fidoloma
La diocesi di Fidoloma (in latino: Dioecesis Fidolomensis) è una sede soppressa e sede titolare della Chiesa cattolica.

## Storia
Fidoloma, nell'odierna Algeria, è un'antica sede episcopale della provincia romana della Mauritania Cesariense.
Unico vescovo conosciuto di questa diocesi africana è Onesimo, il cui nome appare al 17º posto nella lista dei vescovi della Mauritania Cesariense convocati a Cartagine dal re vandalo Unerico nel 484; Onesimo, come tutti gli altri vescovi cattolici africani, fu condannato all'esilio.
Dal 1933 Fidoloma è annoverata tra le sedi vescovili titolari della Chiesa cattolica; dal 29 giugno 2022 il vescovo titolare è Fernando Bascopé Müller, S.D.B., vescovo ausiliare di San Ignacio de Velasco.

## Cronotassi

### Vescovi residenti
- Onesimo † (menzionato nel 484)

### Vescovi titolari
- Loras Joseph Watters † (21 giugno 1965 - 8 gennaio 1969 nominato vescovo di Winona)
- Bernard Mabula † (9 gennaio 1969 - 25 marzo 1972 nominato vescovo di Singida)
- Czesław Lewandowski † (16 febbraio 1973 - 16 agosto 2009 deceduto)
- Ferenc Palánki (27 dicembre 2010 - 21 settembre 2015 nominato vescovo di Debrecen-Nyíregyháza)
- Luis Alberto Cortés Rendón † (30 novembre 2015 - 12 maggio 2022 deceduto)
- Fernando Bascopé Müller, S.D.B., dal 29 giugno 2022